# Escribonio
Escribonio fue un  rey del Bósforo y de Cólquida que reinó del año 15 al 14 a. C.

## Biografía
Pretendía ser hijo de Mitrídates VI. Utilizó la muerte de Asandro del Bósforo para usurpar el trono del reino. Con el fin de legitimar su acción, se casó inmediatamente con Dinamia del Ponto, hija de Farnaces II y viuda de su predecesor.
Marco Vipsanio Agripa, que comandaba las tropas romanas en aquel momento en nombre de Augusto en Siria, se negó a reconocerlo y envió contra él a Polemón I del Ponto, un rey cliente de Roma.
Escribonio fue asesinado por sus súbditos antes incluso de la intervención de Polemón. Este se casó con Dinamia, última descendiente de su familia, que constituía el símbolo de legitimidad.